# I'm a Marionette
«I'm a Marionette» es una canción grabada por el grupo pop sueco ABBA en su quinto álbum, ABBA: The Album. Escrito por Björn Ulvaeus y Benny Andersson, esta canción fue parte de un mini- musical llamado “The Girl with the Golden Hair” que ABBA interpretó en varios de sus conciertos en vivo. Las otras canciones en el "mini - musical" eran «Thank You for the Music», «I Wonder (Departure)» y «Get on the Carousel». Con la excepción del último tema, versiones de estudio de esta aparecieron en el álbum de 1977 ABBA. «I'm a Marionette» fue el lado B de «Take a Chance On Me», cuando fue lanzado como solista.
En 2013, la banda sueca de heavy metal Ghost lanzó una versión de la canción en el lado B de su sencillo «Secular Haze», y más tarde lo incluyó en las ediciones de lujo y japonesas de su álbum Infestissumam. También hicieron una versión en el 2013 en el álbum If You Have Ghost.